# Дольфюс, Одуэн
Одуэн Шарль Дольфюс (фр. Audouin Charles Dollfus; 1924—2010) — французский астроном и аэронавт.

## Биография
Родился в Париже, окончил Парижский университет. С 1946 работал в Парижской обсерватории (возглавлял лабораторию физики Солнечной системы).
Основные труды в области исследований планет и Солнца. Продолжил изучение линейной поляризации света планет, начатое Б. Лио в Парижской обсерватории. Провел измерения поляризации для всех планет, изучив её изменения по диску, распределение с длиной волны и зависимость от угла фазы. На основе этих наблюдений определил параметры атмосферы и надоблачного слоя Венеры, путём сравнения с лабораторными образцами нашел, что поверхность «пустынных» областей Марса покрыта в основном гидратами окислов железа. Выполнил многочисленные визуальные определения диаметров планет и больших спутников Юпитера и Сатурна с помощью гелиометра и микрометра двойного изображения. Начиная с 1945 регулярно вёл визуальные наблюдения поверхности Марса, изучил и классифицировал различные облачные образования в его атмосфере. В 1966 открыл десятый спутник Сатурна, названный Янусом, существование которого было предсказано им на основании изучения резонансных возмущений в кольцах Сатурна. Разработал высокоточный поляриметр для исследований Солнца, с которым выполнил наблюдения поляризации вблизи края диска (что важно для изучения процессов рассеяния излучения и выяснения механизма образования линий поглощения в солнечной атмосфере), а также наблюдения корональных потоков вне затмения и измерения слабых мелкомасштабных магнитных полей в активных областях. В 1954 осуществил подъем на воздушном шаре на высоту 7000 м, во время которого с помощью 28-сантиметрового телескопа измерил количество водяного пара в атмосфере Марса.
Член Международной академии астронавтики, президент Французского астрономического общества (1979—1982).

## Признание
Премия Парижской АН, премия им. А. Галабера Международной астронавтической федерации (1973), Премия Жюля Жансена (1993), кавалер ордена Почётного легиона (2009).
В его честь названы астероид № 2451 и кратер на Марсе.